# Vallerois-le-Bois
Vallerois-le-Bois là một xã ở tỉnh Haute-Saône trong vùng Franche-Comté phía đông nước Pháp.